# Hipposideros marisae
Hipposideros marisae (Aellen, 1954) è un pipistrello della famiglia degli Ipposideridi diffuso nell'Africa occidentale.

## Descrizione

### Dimensioni
Pipistrello di piccole dimensioni, con la lunghezza totale tra 61 e 66 mm, la lunghezza dell'avambraccio tra 38 e 42 mm, la lunghezza della coda tra 19 e 22 mm, la lunghezza del piede tra 6 e 8 mm, la lunghezza delle orecchie tra 15 e 17 mm.

### Aspetto
Le parti dorsali sono bruno-grigiastre, con la punta dei peli più chiara, mentre le parti ventrali sono più chiare. È presente una fase interamente arancione. Le orecchie sono relativamente corte, triangolari, larghe e con una concavità sul bordo posteriore appena sotto la punta arrotondata. La foglia nasale presenta una porzione anteriore allungata e con una foglietta supplementare rudimentale su ogni lato, un setto nasale leggermente ingrandito, ovale e che copre parzialmente le narici, una porzione posteriore con il margine superiore leggermente curvato e con tre setti verticali che la dividono in quattro celle. È presente una sacca frontale in entrambi i sessi. Le membrane alari sono grigio scure. La coda è lunga e si estende leggermente oltre l'ampio uropatagio. Il primo premolare superiore è molto piccolo e leggermente disposto fuori la linea alveolare.

## Biologia

### Comportamento
Si rifugia in piccole grotte all'interno di ammassi rocciosi.

### Alimentazione
Si nutre di insetti dal corpo molle.

## Distribuzione e habitat
Questa specie è diffusa nella Guinea sud-orientale, Liberia settentrionale e Costa d'Avorio occidentale.
Vive nelle foreste pluviali fino a 650 metri di altitudine.

## Conservazione
La IUCN Red List, considerato l'areale limitato e seriamente frammentato e il declino nella qualità del proprio habitat cavernicolo, classifica H.marisae come specie vulnerabile (VU).